# エド・マン
エド・マン（Ed Mann、1955年1月14日 - 2024年5月31日）は、アメリカ合衆国の鍵盤打楽器奏者。1977年から1988年までフランク・ザッパのアンサンブルでマレット・パーカッションを演奏して、スタジオ録音とライヴ録音を合わせて30枚以上のアルバムに参加した。バンドリーダーや作曲家としても数多くのCDを発表した。

## 経歴

### 生い立ち
マンはペンシルベニア州フィラデルフィアに生まれた。彼は「子供の頃からドラマーでピアノをかじっていた」ミュージシャンだった。
コネチカット州ハートフォードのHartt College of Musicに進学。1973年半ばにトミー・マリアノ（トミー・マーズ）と共にWorld Consortというバンドを結成し、ジャズ、ヒンデミット、バルトーク、ザッパなどの作品を演奏した。

### フランク・ザッパとの活動
カリフォルニア芸術大学に進学してジョン・ベルガモに師事した。1977年3月、ザッパの依頼を受けたベルガモと共に、ライヴ・アルバム『ザッパ・イン・ニューヨーク』のオーバーダビングを担当した。同年6月のある夜、『ザッパ・イン・ニューヨーク』の参加メンバーだったルース・アンダーウッドからの電話でザッパが2人目のキーボード奏者を探していると知って、ザッパに電話して（「真夜中、電話でフランクに連絡できる唯一の時間だ」）トミー・マーズを推薦すると、直ぐに家に来てジャムに参加するようにと誘われた。彼は早速赴いて、午前2時までザッパ、テリー・ボジオ、パトリック・オハーン、エイドリアン・ブリューと演奏した。彼は後に「すべてを理解するのに数日かかった」とコメントしている。
彼はザッパの1977年秋、1978年冬、1981年、1982年、1988年のツアー、1983年にロンドン交響楽団と共同でザッパが作曲した作品のコンサートとレコーディング・セッションに参加した。参加したアルバムはザッパの死後に遺族が発表したものも含めて、スタジオ録音とライヴ録音を合わせて30枚以上になる。

### その後
マンは2014年半ばまで、ロバート・マーティン、チャド・ワッカーマン、アルバート・ウィング、トム・ファウラー、レイ・ホワイト、ラルフ・ハンフリーといった、かつてザッパと活動した面々を擁したバンド・フロム・ユートピア（The Band from Utopia、Banned from Utopia）のメンバーだった。
2008年、プロジェクト・オブジェクト（Project/Object）とツアーを行ったほか、ニューヨーク・ハーヴェスト・フェスティバルとフリーダム・ラリーでエージェント・ムースヘッド（Agent Moosehead）に客演した。J21のアルバム『Yellow Mind : Blue Mind』（2009年）ではゴングを演奏した。
2013年、ハモンドオルガン、ギター、ドラムのトリオでザッパの音楽をジャズ・ファンクの伝統に適応させたザ・Z3（The Z3）でパーカッションとエレクトロニクスの演奏を始めた。またデヴィッド・アーヴェドン（David Arvedon）のアルバム2枚の制作に参加し、『The White Album』の収録曲「Apple A Day」で名演奏を披露した。
2015年秋、ワームタウン・ミュージック・フェスティバル（Wormtown Music Festival）で、北東部のブルーグラススタファリアン・ジャム・バンド、デザート・レインのセットに参加した。それ以来、彼は北東部各地のクラブでグループに参加した。
2016年7月、マイク・ディロンのアメリカ北東部ツアーの3日間に参加した。

### 死
2024年5月31日に死去。69歳没。

## ディスコグラフィ

### ソロ・アルバム
- 『ゲット・アップ』 - Get Up (1988年、CMP)
- 『パーフェクト・ワールド』 - Perfect World (1991年、CMP)
- Global Warming (1994年、Interworld Music Associates) ※with ブライアン・ハンド
- Have No Fear (1997年、CMP)
- (((GONG))) Sound Of Being (1998年、Ancient Voices)

### フランク・ザッパ
- 『ザッパ・イン・ニューヨーク』 - Zappa in New York (1978年)
- 『シーク・ヤブーティ』 - Sheik Yerbouti (1979年)
- 『ジョーのガレージ Act I』 - Joe's Garage Act I (1979年)
- 『ジョーのガレージ Act II & III』 - Joe's Garage Acts II & III (1979年)
- 『ティンゼル・タウン・リベリオン』 - Tinseltown Rebellion (1981年)
- 『黙ってギターを弾いてくれ』 - Shut Up 'N Play Yer Guitar (1981年)
- 『ユー・アー・ホワット・ユー・イズ』 - You Are What You Is (1981年)
- 『たどり着くのが遅すぎて溺れる魔女を救えなかった船』 - Ship Arriving Too Late to Save a Drowning Witch (1982年)
- 『ザ・マン・フロム・ユートピア』 - The Man From Utopia (1983年)
- 『ベイビー・スネイクス』 - Baby Snakes (1983年)
- 『ロンドン・シンフォニー・オーケストラ Vol. I』 - London Symphony Orchestra, Vol. 1 (1983年)
- 『ゼム・オア・アス』 - Them or Us (1984年)
- 『シング・フィッシュ』 - Thing-Fish (1984年)
- 『ミーツ・ザ・マザーズ・オブ・プリヴェンション』 - Frank Zappa Meets the Mothers of Prevention (1985年)
- 『ジャズ・フロム・ヘル』 - Jazz from Hell (1986年)
- 『ロンドン・シンフォニー・オーケストラ Vol. II』 - London Symphony Orchestra, Vol. 2 (1987年)
- 『ギター』 - Guitar (1988年)
- 『オン・ステージ Vol.1』 - You Can't Do That on Stage Anymore, Vol. 1 (1988年)
- 『ブロードウェイ・ザ・ハード・ウェイ』 - Broadway the Hard Way (1988年)
- 『オン・ステージ Vol.3』 - You Can't Do That on Stage Anymore, Vol. 3 (1989年)
- 『ザ・ベスト・バンド』 - The Best Band You Never Heard in Your Life (1991年)
- 『メイク・ア・ジャズ・ノイズ』 - Make a Jazz Noise Here (1991年)
- 『オン・ステージ Vol.4』 - You Can't Do That on Stage Anymore, Vol. 4 (1991年)
- 『オン・ステージ Vol.5』 - You Can't Do That on Stage Anymore, Vol. 5 (1992年)
- 『オン・ステージ Vol.6』 - You Can't Do That on Stage Anymore, Vol. 6 (1992年)
- Frank Zappa Plays the Music of Frank Zappa: A Memorial Tribute (1996年)
- 『ハロウィーン』 - Halloween (2003年)
- QuAUDIOPHILIAc (2004年)
- 『トランス-フュージョン』 - Trance-Fusion (2006年)
- The Dub Room Special (2007年)
- One Shot Deal (2008年)
- Hammersmith Odeon (2010年)

## フィルモグラフィ
- Baby Snakes（1979年）[14][15]
- The Dub Room Special（1982年）[16][17]
- Video from Hell（1987年）[18][19]